# Tipula arjuna
Tipula arjuna är en tvåvingeart som beskrevs av Alexander 1962. Tipula arjuna ingår i släktet Tipula och familjen storharkrankar. Inga underarter finns listade i Catalogue of Life.